# TAXi
『TAXi』（タクシー）は、リュック・ベッソン製作・脚本、ジェラール・ピレス監督による1998年公開のフランス映画。スピード狂のタクシー運転手とダメ刑事がコンビを組み、犯罪捜査に奮闘するカーアクション映画シリーズの第1作。サミー・ナセリとフレデリック・ディーファンタルの主演コンビでシリーズ4作が作られ、その後も別キャストによるスピンオフ的なシリーズが継続している（#シリーズ作品参照）。
シリーズを通じ、ダニエルが乗るプジョー・406の改造車（イギリスツーリングカー選手権仕様）をはじめとする名車が街を疾走する迫力のカー・アクションが見ものとなっている。

## ストーリー
フランス・マルセイユ。無免許かつスピード狂のピザ配達員・ダニエルは、書類をごまかし、念願だったタクシー運転手への転職を果たす。彼の愛車であるプジョー・406の改造車は、ボタン一つでレーシングカーのごとき姿に変形し、どんな場所でもあっという間に客を送り届けることができる。
仕事を始めて間もないある日、マルセイユ警察に勤める刑事のエミリアンを乗せた際、彼が刑事とは知らずに猛スピードで警察署まで送ったため、スピード違反の現行犯で検挙されてしまう。ダニエルは違反取り消しを条件に、ある事件への協力を余儀なくされる。
その頃ヨーロッパ内では、2台のメルセデス・ベンツ・500Eを駆るドイツの武装強盗団「メルセデス」による連続銀行強盗事件が相次いでおり、各地の警察を悩ませていた。強盗団はやがてフランスに侵入し、マルセイユ市内を標的にする。
「メルセデス」は赤いベンツという目立つ車両に乗っているにもかかわらず、警察は足取りをつかめない。ダニエルは自動車関係の知人のつてをたどって、10分で乾く超速乾性の特殊塗料の存在を知り、「メルセデス」が捜査の目を逃れる理由を確信する。ダニエルは車を塗り替えた後の強盗団のリーダー・アインシュタインに接触し、挑発的な言葉をぶつけてレースに持ち込み、自分の顔を覚えさせて走り去る。
彼らを確実に捕まえるために、ダニエルはピザ店時代の旧友を巻き込んだ一大作戦を提案する。警察は信号機の鍵をピザ配達員たちに配給し、各地の信号機を意図的に操作して、マルセイユから脱出を試みる「メルセデス」の行く手をあるルートに誘導する。ダニエルとエミリアンはそこへ406で近づき、喧嘩を売ってレースを提案する。頭に血が上ったアインシュタインはそれに応じ、406とレースを繰り広げる。最終的にたどり着いたのは建設中の高架道路で、ベンツは大ジャンプした末に孤立した高架で立ち往生し、駆けつけた警官隊に逮捕される。
やがて記念パーティーが開かれる。ダニエルはスピード違反こそ取り消されたものの、タクシー運転手の鑑札は再交付されなかった。パーティーの場で警察高官に文句を言ったところ、ダニエルは再交付を条件にF3ドライバーに転向させられる。F3ドライバーはダニエルのもうひとつの夢だったとはいえ、ダニエルは「スポンサーが共和国保安機動隊（CRS）なのを変えてくれ!」と嘆いた。

## 登場人物・キャスト
ダニエル・モラレース
演 - サミー・ナセリ
本シリーズの主人公。根っからのスピード狂で、本作序盤では宅配ピザ店の従業員として日々スクーターによるスピード記録を更新していたが、念願の個人タクシーの認可が下りたため多くの仲間たちに惜しまれつつ退職。天才的なドライビングテクニックとメカニックの知識を活かし、かねてより強化改造していたプジョー・406を愛車に、晴れてタクシー運転手となる。F1顔負けの驚異的な速度と、抜群のハンドルさばきを誇るが、その暴走運転はほとんどの常人には耐えられるものではなく、彼のタクシーに乗った客は、目的地に着いた際にほぼ嘔吐してしまう（すぐそばの自宅まで安全運転で送られたカミーユを除く）。
エミリアンを刑事と知らず乗せたことで逮捕されたが、違反を不問に付される代わりに彼の追う「メルセデス」の事件の捜査に協力することとなる。
前歴や職業柄、さまざまな人々と交流を持ち、人望も厚く、本作終盤には強盗団検挙作戦のためピザ店時代の仲間を集める。
自動車運転免許証を所持していない（本作以降のシリーズ作品ではこの描写はうやむやになっている）。
エミリアン・クタン=ケルバレーク
演 - フレデリック・ディーファンタル
ダニエルが開業後に初めて乗せた客であるカミーユ（演：マヌエラ・グーレリ）の息子。本作では独身で実家暮らしである。マルセイユ警察所属の警察官であるが、私生活では面倒を避けるため、IBMに勤務していると身元を偽っている。
生粋のドジで捜査ではいつもヘマばかり起こすダメ刑事である。ドジっぷりは仕事上のみならず日常生活でも同様で、ガスコンロの火をつけっぱなしにして出かけてしまい、それが原因で家を焼失させてしまうほどである（このためカミーユとともにダニエルの自宅に転がり込む）。また、ダニエルと正反対に運転技術はからっきしであり、運転免許の路上試験に8回失敗している（本作序盤の路上試験のシーンでは教官の「左に回れ」という指示が理解できずに精肉店に車を突っ込ませている）。これらのため、同僚たちからはほとんどバカにされており、人望も無きに等しい。
本人曰くレースゲームは得意らしく、コンピュータの技術にも明るい（この設定はシリーズを追うごとに失われ、何ひとつまともにできない刑事になっていく）。
同僚刑事のペトラに好意を持っている。ダニエルに促され、白昼警察署内でペトラに迫るが、あっけなく返り討ちにされた。
リリー
演 - マリオン・コティヤール
ダニエルの恋人。ダニエルがタクシー運転手に転向して以来、なかなか一緒にいられる時間がないことにやきもきし、さらに彼が一連の事件に巻き込まれてからは不満をあらわにする。欲求不満が高じ、カミーユとともに大麻入りケーキを大量に作って食べる。
ペトラ
演 - エマ・シェーベルイ
マルセイユ警察の女刑事。階級は警部補。フランス人とドイツ人のハーフ。エミリアンに好意を抱かれている。 ジベール署長やエミリアンとは正反対に非常に優秀な刑事であり、劇中に登場する警察官の中で唯一ともいえる常識人。
エミリアンのことは別に悪くは思っていないようだが、それでも彼の間抜けぶりには呆れることがある。戦闘能力も高く、彼女を押し倒そうと迫ったエミリアンを返り討ちにした。
ジベール
演 - ベルナール・ファルシー
マルセイユ警察の署長でエミリアンやペトラの上司。本シリーズ最大のギャグ・キャラクターでトラブルメーカー。勇敢さと正義感に満ちているが、エミリアンに輪をかけたような間抜けな性格で、捜査にいつも最前線で臨み、あらゆる作戦を提案する（やたら作戦名にこだわる）ものの、それが功を成すことはまったくない。
ドイツ人強盗団の一報に接して、祖父が第一次世界大戦に従軍してドイツ軍の塹壕に転落して死亡したことを部下たちに語り、人種差別的な言葉（DVD版では「ドイツ野郎」、地上波放送版では「クソドイツ人」）を平気で話して、周囲の人間にたしなめられる（ドイツ系フランス人であるペトラには「優秀なペトラは別だ」とフォローはしている）。
アインシュタイン
演 - リチャード・サメル
本作の悪役。ドイツの強盗団「メルセデス」のリーダー。名前はダニエルの呼びかけによるもの（勝手なあだ名）であり、実名は不明。用意周到な犯行計画を立てる切れ者で、超速乾性の塗料とトレーラーに仕込んだ塗装機械を使って車の色を逐一塗り替えることで、捜査の目をくらませていた。
フランス人を「アホ」と評し、見下している素振りを見せるが、彼自身も短気で負けず嫌いかつ直情的な一面があり、素性を突き止めたダニエルからの挑発に簡単に乗って一度レースを展開して敗北、以降ダニエルを目の敵とし、再戦に固執して周りが見えなくなったことで逃亡に失敗する。

## 日本語吹替
| 役名                            | 俳優                           | 日本語吹替                                                                                     | 日本語吹替 |
| 役名                            | 俳優                           | ソフト版                                                                                       | フジテレビ版 |
| ------------------------------- | ------------------------------ | ---------------------------------------------------------------------------------------------- | --- |
| ダニエル・モラレース            | サミー・ナセリ                 | 石塚運昇                                                                                       | 大塚明夫 |
| エミリアン・クタン=ケルバレーク | フレデリック・ディーファンタル | 松本保典                                                                                       | 関俊彦 |
| リリー                          | マリオン・コティヤール         | 池本小百合                                                                                     | 水谷優子 |
| ペトラ                          | エマ・シェーベルイ             | 沢海陽子                                                                                       | 高乃麗 |
| ジベール警部                    | ベルナール・ファルシー         | 水野龍司                                                                                       | 富田耕生 |
| カミーユ（エミリアンの母親）    | マヌエラ・グーレリ             | 定岡小百合                                                                                     | 鈴木弘子 |
| アインシュタイン                | リチャード・サメル             | 田中正彦                                                                                       | 若本規夫 |
| アラン（刑事）                  | エドゥアルド・モントート       |                                                                                                | |
| クリューガー                    | グレゴリー・ノップ             |                                                                                                | 千田光男 |
| ポーロ                          | ダン・ハーズバーグ             |                                                                                                | 鳥海勝美 |
| 空港の乗客                      | フィリップ・デュ・ジャネラン   |                                                                                                | 上田敏也 |
| エミリアンの同僚                | タラ・ローメー                 |                                                                                                | 中多和宏 |
| その他                          | N/A                            | 大黒和広 石井隆夫 相沢正輝 茶風林 高瀬右光 後藤哲夫 吉田孝 柳沢栄治 伊藤和晃 小野未喜 小野健一 | 古田信幸 幹本雄之 石森達幸 伊藤栄次 竹口安芸子 亀井三郎 清川元夢 竹村拓 田尻ひろゆき 桜澤凛 火野カチコ 荒井静香 |
| 日本語版スタッフ                |                                |                                                                                                | |
| 演出                            |                                | 蕨南勝之                                                                                       | 春日正伸 |
| 翻訳                            |                                | 関美冬                                                                                         | 松崎広幸 |
| 調整                            |                                | ムービーテレビジョン スタジオ                                                                  | 栗林秀年 |
| 効果                            |                                |                                                                                                | 栗林秀年 |
| 担当                            |                                |                                                                                                | 小笠原恵美子 前田久閑                                                                                           |
| 制作                            |                                | ムービーテレビジョン                                                                           | ムービーテレビジョン                                                                                            |

- ソフト版：VHS・DVD・BD収録。2015年9月7日のテレビ東京『午後のロードショー』ではこの音源を使用。
- フジテレビ版：初回放送2000年8月12日『ゴールデン洋画劇場』2015年12月11日のBSジャパン 『シネマクラッシュ 金曜名画座』ではこの音源を使用。

## 登場車種

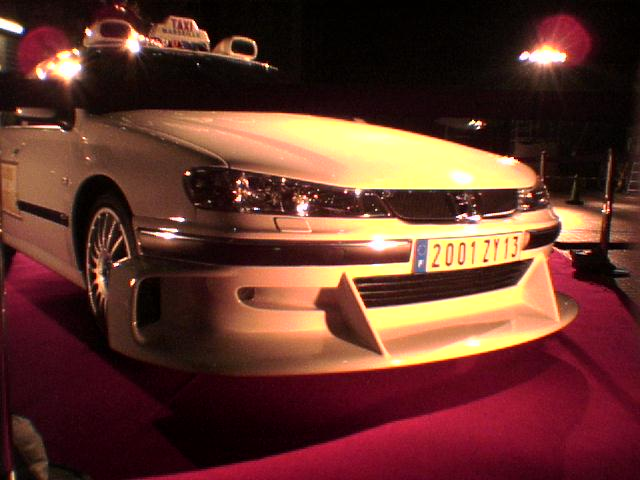
プジョー・406（『TAXi③』仕様）

プジョー・406
ダニエルの愛車、かつ商売道具として登場。普段はごく一般的なタクシーだが、車内のスイッチを押すとレーシングカーのような改造車に変形する。劇中では最上級モデルの3.0 L V型6気筒エンジンをチューニングした設定になっているが、実際に撮影で使用されたのはイギリスツーリングカー選手権（BTCC）仕様のレーシングカーで、2.0 L 直列4気筒エンジンを搭載している。

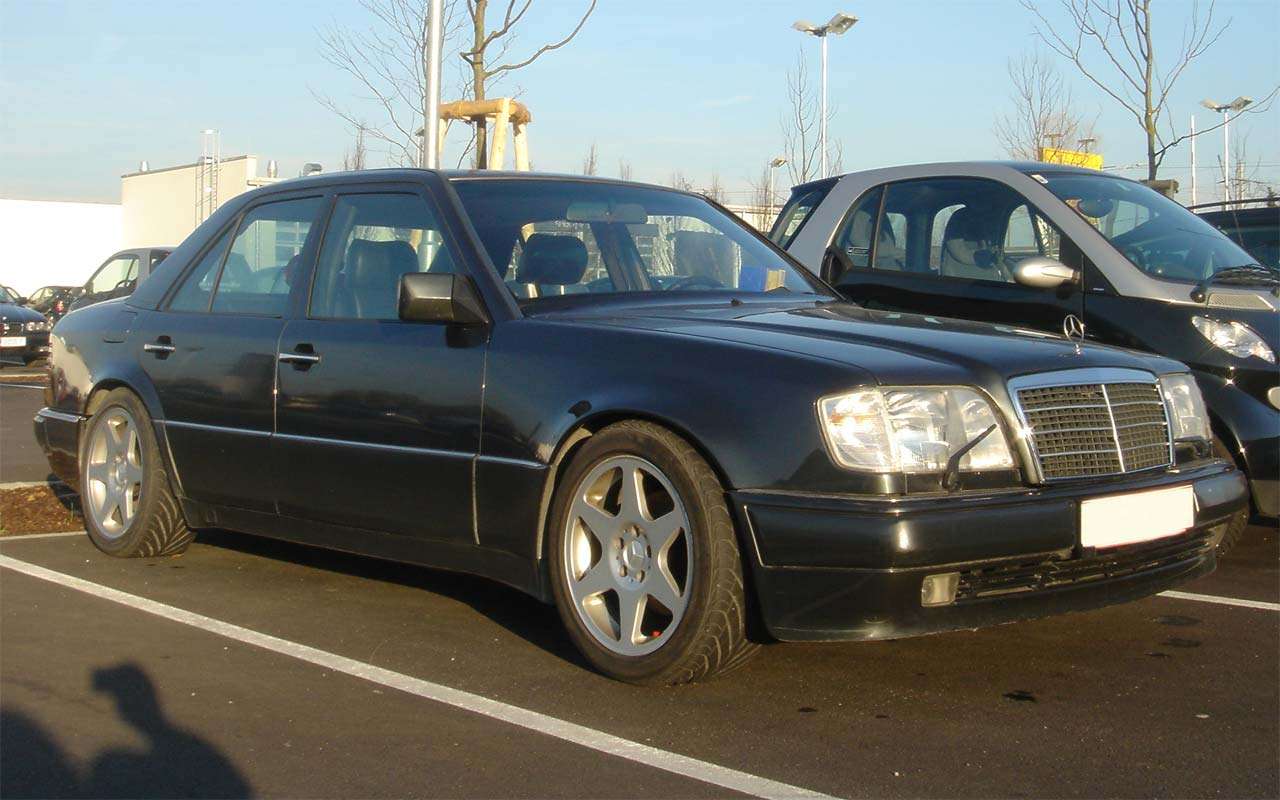
メルセデス・ベンツ・500E
強盗団「メルセデス」が使用する車両。リアスポイラーの装着と社外ホイールへの交換が行われている。警察の目を逃れるため、トラックの中で強盗時は赤色、それ以外の時は銀色に塗り替えていた。ボディカラーが赤色の時はフロントウインカーがホワイトで、銀色の時はオレンジとなっている。
ダラーラ・F396
終盤で登場するF3レースの出場車両。手柄を挙げたダニエルへの褒美として、フランス共和国保安機動隊（CRS）がスポンサーとなってレース出場の夢を叶えた。エンジンはフィアット製。
ソバム・イータルモビル
メルセデスを尾行するために販売トラックを改造した、ジベールたちが乗る追跡用車両。「メルセデス」が強盗中にレーダーの装置を撃ち込むが、銀色に塗装される際にレーダーが塗料によってショート。それでも塗装をしていたメルセデスを見つける事は成功するが、彼らの巧妙なトリックによって証拠を掴めず、結局この時は逮捕できなかった。

## 製作
本作のドライバーはジャン・ラニョッティ。
疾走感はCGエフェクトで表現されている。制作費を抑えるため同じシーンが数回使われている（特にカーチェイスと銃撃戦のシーン）。
主人公は北アフリカからの移民労働者と思わしき描写がなされており（演じるサミー・ナセリも父親がアルジェリア系移民である）、白人である刑事とともに活躍する人種共生的なストーリーになっている。

### 音楽
本作のテーマ曲（タイトルバックBGM）はディック・デイル&ヒズ・デルトーンズの「ミシルルー」（『パルプ・フィクション』の劇中曲でもあった）。シリーズを通じて本曲のフレーズをアレンジまたはサンプリングしたものがテーマ曲や劇伴に用いられた。

## シリーズ作品

### フランス・オリジナル版
2作目以降4作目まではジェラール・クラヴジックが、5作目はフランク・ガスタンビド（兼主演）が監督。
- TAXi② （2000年）
- TAXi③ （2002年）
- TAXi④ （2007年）
- TAXi ダイヤモンド・ミッション（2018年） - キャストを一新したリブート作品。

### アメリカ・リメイク版
- TAXI NY（2004年） - 舞台をニューヨークに移し、女運転手（クイーン・ラティファ）と刑事（ジミー・ファロン）がバディを組む。

### 仏米共同製作ドラマ版
- TAXI ブルックリン （2014年、全12話） - ニューヨーク市警の女刑事（カイラー・リー）とフランス出身のタクシー運転手（ジャッキー・イド）がバディを組む。

## 関連作品
映画『フィフス・エレメント』は、本作の前にリュック・ベッソン監督がアメリカで撮ったSF映画。主人公がタクシー運転手、豊富なギャグ等、本作につながる作風が見てとれる。